# ステファノ・モッローネ
ステファノ・モッローネ（Stefano Morrone, 1978年10月26日 - ）は、イタリア・コゼンツァ出身の元サッカー選手、現サッカー指導者。現役時代のポジションはミッドフィールダー。中盤のバランサーとして、チームプレーに徹する姿勢を見せる利他的なプレーヤー。

## 経歴
地元コゼンツァ・カルチョにてデビューし、セリエAのクラブを中心に活躍し、移籍を繰り返す。2000年のシドニーオリンピック代表に選出されている。
2005-06シーズンより所属したASリヴォルノ・カルチョにおいて、リーグ戦35試合出場で6ゴールをマークし、ロベルト・ドナドーニ監督の下でクラブの上位進出に貢献した。2006年8月にはイタリア代表監督に就任したドナドーニにより、クロアチアとの親善試合のメンバーとしてA代表に初招集されたが、出場機会はなかった。
2007年にパルマFCへ移籍するが、セリエB降格となる。その後キャプテンに就任し、1年でのセリエA復帰に貢献した。
2014-15シーズン限りで現役を引退し、パルマのU-20部門の監督に就任した。